# Tillandsia pardina
Tillandsia pardina är en gräsväxtart som beskrevs av Lyman Bradford Smith. Tillandsia pardina ingår i släktet Tillandsia och familjen Bromeliaceae. Inga underarter finns listade i Catalogue of Life.